# ريتش ويليام
ريتش ويليام (بالإنجليزية: Rich Hale) هو فنان قتال مختلط أمريكي، ولد في 17 مايو 1985 في كليفلاند في الولايات المتحدة.

## وصلات خارجية
- ريتش ويليام على موقع بيلاتور (الإنجليزية)
- ريتش ويليام على موقع شيردوغ (الإنجليزية)